# Zierpapageien
Die Zierpapageien (Pionopsitta) sind eine Gattung aus der Familie der Eigentlichen Papageien (Psittacidae). Innerhalb der formenreichen Neuweltpapageien weisen sie eine enge Verwandtschaft zu den Weißbauchpapageien und den Rotsteißpapageien auf. Es handelt sich bei den Zierpapageien um eine Gattung kleiner Papageien, die durchschnittlich eine Körperlänge von 22 Zentimetern erreichen. Charakteristisch sind die breiten, spitz zulaufenden Schwingen, der abgerundete und relativ kurze Schwanz, die teilweise befiederten Zügel, der knollige Schnabel und die unbefiederten Augenringe.
Die Gattung umfasst acht Arten mit mehreren Unterarten. Während sieben davon eine recht homogene Gruppe bilden, hebt sich der Scharlachkopfpapagei in mehreren Merkmalen ab. Er hat einen längeren, schmaleren Schwanz, einen weniger knolligen Schnabel und schmalere Schwingen. Zudem weist die Art im Unterschied zu den übrigen einen Geschlechtsdimorphismus bezüglich einiger Gefiedermerkmale auf.
Verbreitet sind die Zierpapageien in Südamerika, dort in Brasilien, Kolumbien, Argentinien und Peru. Sie bewohnen Wälder und Waldrandbereiche tropischer und subtropischer Zonen sowie Bergland bis in Höhen von 1500 Meter.

## Innere Systematik
Folgende Arten gehören zur Gattung der Zierpapageien (Pionopsitta):
- Scharlachkopfpapagei (P. pileata)
- Nacktkopfpapagei (P. aurantiocephala)
- Kappenpapagei (P. caica)
- Goldwangenpapagei (P. barrabandi)
- Blutohrpapagei (P. haematotis)
- Rosenwangenpapagei (P. pulchra)
- Goldkopfpapagei (P.pyrilla )
- Kahlkopfpapagei (P. vulturina ) (Syn. Gypopsitta vulturina )

## Systematik
Heute ist der Scharlachkopfpapagei die einzige Art der Gattung Pyrilia. In der ursprünglichen Zusammensetzung erwies sich die Gattung als nicht monophyletisch. Die sieben übrigen Arten wurden zunächst in die Gattung Gypopsitta gestellt, später aufgrund der Prioritätsregel in die Gattung Pyrilia überstellt.